# Спектор, Ифтах
Ифтах Спектор (род. 20 октября 1940 года) — израильский бригадный генерал, в прошлом пилот истребителя и командир авиабаз.

## Биография
Родился в Петах-Тикве. Его родители, Цви и Шошана, были членами Пальмаха, элитной части Хаганы.
Спектор был очевидцем событий Шестидневной войны и одним из пилотов, вовлечённых в инцидент с USS Liberty. Участвовал в операции «Римон 20», когда произошел воздушный бой между израильскими и советскими самолётами и сбил один из советских Миг-21. Он сражался в Войне Судного дня, затем была операция «Опера». Всего он сбил 12 вражеских самолётов — 8, пилотируя Мираж III и ещё 4 на F-4 Phantom II.

## Автобиография
- Iftach Spector, Loud and Clear, Minneapolis, Zenith Press, 2009, 426 pp., ISBN 978-0-7603-3630-4.